# Dirk Lotsij
Dirk Nicolaas Lotsij (ur. 3 lipca 1882 w Dordrechcie, zm. 27 marca 1965 w Hadze) – piłkarz holenderski grający na pozycji pomocnika. W swojej karierze rozegrał 10 meczów w reprezentacji Holandii.

## Kariera klubowa
Całą swoją karierę piłkarską Lotsij spędził w klubie FC Dordrecht. Zadebiutował w nim w 1903 roku, a zakończył karierę w 1914 roku. W 1914 roku zdobył z Dordrechtem Puchar Holandii.

## Kariera reprezentacyjna
W reprezentacji Holandii Lotsij zadebiutował 30 kwietnia 1905 roku w wygranym 4:1 meczu Coupe van den Abeele z Belgią, rozegranym w Antwerpii. W 1912 roku zdobył brązowy medal na igrzyskach olimpijskich w Sztokholmie. Od 1905 do 1914 roku rozegrał w kadrze narodowej 10 meczów.